# Amblyopone amblyops
Amblyopone amblyops är en myrart som först beskrevs av Vladimir Aphanasjevich Karavaiev 1935.  Amblyopone amblyops ingår i släktet Amblyopone och familjen myror. Inga underarter finns listade i Catalogue of Life.